# Eustaurus tibialus
Eustaurus tibialus är en insektsart som beskrevs av Mahmood, K. och Yousuf 2000. Eustaurus tibialus ingår i släktet Eustaurus och familjen gräshoppor. Inga underarter finns listade i Catalogue of Life.